# Universidad Kyambogo
La Universidad Kyambogo , en inglés, Kyambogo University (KYU), es una universidad de Uganda. 
En Uganda, hay ocho universidades públicas que se inauguraron en los siguientes años:
1. Universidad Makerere - 1924
2. Uganda Management Institute - 1968
3. Universidad de ciencias y tecnologías de Mbarara - 1989
4. Universidad Kyambogo - 2003
5. Gulu University - 2002
6. Universidad Busitema  - 2007
7. Kigumba Petroleum Institute - 2009
8. Universidad Muni - 2012